# Kurs do Krainy Cienia
Kurs do Krainy Cienia (ang. Taxi to the Dark Side) – amerykański film dokumentalny z 2007 roku w reżyserii i na podstawie scenariusza Alexa Gibneya.

## Fabuła
Film opowiada o torturach stosowanych przez amerykańskie wojsko w Afganistanie, Iraku i Guantanamo, skupiając się na niewinnym taksówkarzu w Afganistanie, który był torturowany i zabity w 2002 r.

## Nagrody i nominacje
Film otrzymał szereg nagród i nominacji' w tym:
| Nazwa nagrody | Wygrane                                                                   | Nominacje                                                                 |
| ------------- | ------------------------------------------------------------------------- | ------------------------------------------------------------------------- |
| Oscar         | 2008 Najlepszy pełnometrażowy film dokumentalny (Alex Gibney i Eva Orner) | 2008 wygrana                                                              |
| WGA           | 2008 Najlepszy scenariusz filmu dokumentalnego Alex Gibney                | 2008 wygrana                                                              |
| DGA           | 2008 bez rezultatu                                                        | 2008 Najlepsze osiągnięcie reżyserskie w filmie dokumentalnym Alex Gibney |